# Margaritifera laosensis
Margaritifera laosensis is een tweekleppigensoort uit de familie van de Margaritiferidae. De wetenschappelijke naam van de soort is voor het eerst geldig gepubliceerd in 1863 door Lea.